# Freycinetia funicularis
Freycinetia funicularis là một loài thực vật có hoa trong họ Dứa dại. Loài này được (Savigny) Merr. miêu tả khoa học đầu tiên năm 1917.